# Episodi di Mio padre, il signor preside (seconda stagione)
La seconda stagione della serie televisiva Mio padre, il signor preside è andata in onda negli Stati Uniti dal 19 ottobre 1951 all'11 aprile 1952 sulla ABC.
| nº | Titolo originale         | Prima TV USA     | Titolo italiano | Prima TV Italia |
| -- | ------------------------ | ---------------- | --------------- | --------------- |
| 1  | Hate the Love Seat       | 19 ottobre 1951  |                 |                 |
| 2  | The Bonus                | 26 ottobre 1951  |                 |                 |
| 3  | Nice Little Doggie       | 2 novembre 1951  |                 |                 |
| 4  | The French Teacher       | 9 novembre 1951  |                 |                 |
| 5  | Erwin for President      | 16 novembre 1951 |                 |                 |
| 6  | Father Does His Homework | 23 novembre 1951 |                 |                 |
| 7  | In a Pickle              | 30 novembre 1951 |                 |                 |
| 8  | Jackie Knows All         | 7 dicembre 1951  |                 |                 |
| 9  | The Big Game             | 14 dicembre 1951 |                 |                 |
| 10 | Tempest in a Teapot      | 21 dicembre 1951 |                 |                 |
| 11 | Egg Noggin'              | 28 dicembre 1951 |                 |                 |
| 12 | Stu Has a Baby           | 4 gennaio 1952   |                 |                 |
| 13 | Joyce's Romance          | 11 gennaio 1952  |                 |                 |
| 14 | Brown Eyes               | 18 gennaio 1952  |                 |                 |
| 15 | Love Bug                 | 25 gennaio 1952  |                 |                 |
| 16 | The Business             | 1º febbraio 1952 |                 |                 |
| 17 | Premature Engagement     | 8 febbraio 1952  |                 |                 |
| 18 | Jackie Writes a Book     | 15 febbraio 1952 |                 |                 |
| 19 | A Very Rainy Day         | 22 febbraio 1952 |                 |                 |
| 20 | Quiet Place              | 29 febbraio 1952 |                 |                 |
| 21 | Trouble Below            | 7 marzo 1952     |                 |                 |
| 22 | A Party Comes to Life    | 14 marzo 1952    |                 |                 |
| 23 | Runaway                  | 21 marzo 1952    |                 |                 |
| 24 | Boys Aren't Everything   | 28 marzo 1952    |                 |                 |
| 25 | Stu Paints the Roof      | 4 aprile 1952    |                 |                 |
| 26 | On the Trail             | 11 aprile 1952   |                 |                 |

## Hate the Love Seat
- Diretto da:
- Scritto da:

### Trama
- Interpreti: Stuart Erwin (Stu Erwin), June Collyer (June Erwin), Willie Best (Willie, The Handyman), Sheila James Kuehl (Jackie Erwin), Ann E. Todd (Joyce Erwin)

## The Bonus
- Diretto da:
- Scritto da:

### Trama
- Interpreti: Stuart Erwin (Stu Erwin), June Collyer (June Erwin), Willie Best (Willie), Fred Essler, Hal Gerard, Frank Jaquet (Selkirk), Sheila James Kuehl (Jackie Erwin), Effie Laird, Emory Parnell (Emory), Ann E. Todd (Joyce Erwin)

## Nice Little Doggie
- Diretto da:
- Scritto da:

### Trama
- Interpreti: Stuart Erwin (Stu Erwin), June Collyer (June Erwin), Ann E. Todd (Joyce Erwin)

## The French Teacher
- Diretto da:
- Scritto da:

### Trama
- Interpreti: Stuart Erwin (Stu Erwin), June Collyer (June Erwin), Ann E. Todd (Joyce Erwin)

## Erwin for President
- Diretto da:
- Scritto da:

### Trama
- Interpreti: Stuart Erwin (Stu Erwin), June Collyer (June Erwin), Willie Best (Willie), Frank Jaquet (Mr. Selkirk), Sheila James Kuehl (Jackie Erwin), Ann E. Todd (Joyce Erwin)

## Father Does His Homework
- Diretto da:
- Scritto da:

### Trama
- Interpreti: Stuart Erwin (Stu Erwin), June Collyer (June Erwin), Sheila James Kuehl (Jackie Erwin), Ann E. Todd (Joyce Erwin), Willie Best (Willie, The Handyman)

## In a Pickle
- Diretto da:
- Scritto da:

### Trama
- Interpreti: Stuart Erwin (Stu Erwin), June Collyer (June Erwin), Sheila James Kuehl (Jackie Erwin), Ann E. Todd (Joyce Erwin), Willie Best (Willie (credit only)), Harry Hayden (Harry Johnson), Lela Bliss (Adele Johnson), Frank Jaquet (Mr. Selkirk), John Butler (droghierey Store Clerk), Ruth Lee (Mrs. Blanchard)

## Jackie Knows All
- Diretto da:
- Scritto da:

### Trama
- Interpreti: Stuart Erwin (Stu Erwin), June Collyer (June Erwin), James Dean (Randy), Sheila James Kuehl (Jackie Erwin), Martin Milner (Drexel), Emory Parnell (Emory Parsons), Ann E. Todd (Joyce Erwin)

## The Big Game
- Diretto da:
- Scritto da:

### Trama
- Interpreti: June Collyer (June Erwin), Stuart Erwin (Stu Erwin), Sheila James Kuehl (Jackie Erwin), Ann E. Todd (Joyce Erwin), Willie Best (Willie), Tom Keene (Arthur Hale), Johnny Duncan, Walter Kelly, Ralph Reed

## Tempest in a Teapot
- Diretto da:
- Scritto da:

### Trama
- Interpreti: Stuart Erwin (Stu Erwin), June Collyer (June Erwin), Ann E. Todd (Joyce Erwin)

## Egg Noggin'
- Diretto da:
- Scritto da:

### Trama
- Interpreti: Stuart Erwin (Stu Erwin), June Collyer (June Erwin), Ann E. Todd (Joyce Erwin)

## Stu Has a Baby
- Diretto da:
- Scritto da:

### Trama
- Interpreti: Stuart Erwin (Stu Erwin), June Collyer (June Erwin), Willie Best (Willie), Lela Bliss, Claire Du Brey, Dian Fauntelle, Margaret Hedin, Frank Jaquet (Mr. Selkirk), Sheila James Kuehl (Jackie Erwin), Hugh Prosser, Ann E. Todd (Joyce Erwin), Larry Williams

## Joyce's Romance
- Diretto da:
- Scritto da:

### Trama
- Interpreti: Stuart Erwin (Stu Erwin), June Collyer (June Erwin), Sheila James Kuehl (Jackie Erwin), Ann E. Todd (Joyce Erwin)

## Brown Eyes
- Diretto da:
- Scritto da:

### Trama
- Interpreti: Stuart Erwin (Stu Erwin), June Collyer (June Erwin), Ann E. Todd (Joyce Erwin)

## Love Bug
- Diretto da:
- Scritto da:

### Trama
- Interpreti: Stuart Erwin (Stu Erwin), June Collyer (June Erwin), Ann E. Todd (Joyce Erwin)

## The Business
- Diretto da:
- Scritto da:

### Trama
- Interpreti: Stuart Erwin (Stu Erwin), June Collyer (June Erwin), Willie Best (Willie, The Handyman), Margaret Dumont, Harry Hayden (Harry Johnson), Frank Jaquet (Mr. Selkirk), Sheila James Kuehl (Jackie Erwin), Effie Laird (Adele Johnson), Robert Malcolm, Ann E. Todd (Joyce Erwin), John Vosper

## Premature Engagement
- Diretto da:
- Scritto da:

### Trama
- Interpreti: Stuart Erwin (Stu Erwin), June Collyer (June Erwin), Ann E. Todd (Joyce Erwin)

## Jackie Writes a Book
- Diretto da:
- Scritto da:

### Trama
- Interpreti: Stuart Erwin (Stu Erwin), June Collyer (June Erwin), Ann E. Todd (Joyce Erwin)

## A Very Rainy Day
- Diretto da:
- Scritto da:

### Trama
- Interpreti: Stuart Erwin (Stu Erwin), June Collyer (June Erwin), Ann E. Todd (Joyce Erwin)

## Quiet Place
- Diretto da:
- Scritto da:

### Trama
- Interpreti: Stuart Erwin (Stu Erwin), June Collyer (June Erwin), Ann E. Todd (Joyce Erwin)

## Trouble Below
- Diretto da:
- Scritto da:

### Trama
- Interpreti: Stuart Erwin (Stu Erwin), June Collyer (June Erwin), Ann E. Todd (Joyce Erwin)

## A Party Comes to Life
- Diretto da:
- Scritto da:

### Trama
- Interpreti: Stuart Erwin (Stu Erwin), June Collyer (June Erwin), Ann E. Todd (Joyce Erwin)

## Runaway
- Diretto da:
- Scritto da:

### Trama
- Interpreti: Stuart Erwin (Stu Erwin), June Collyer (June Erwin), Ann E. Todd (Joyce Erwin)

## Boys Aren't Everything
- Diretto da:
- Scritto da:

### Trama
- Interpreti: Stuart Erwin (Stu Erwin), June Collyer (June Erwin), Ann E. Todd (Joyce Erwin)

## Stu Paints the Roof
- Diretto da:
- Scritto da:

### Trama
- Interpreti: Stuart Erwin (Stu Erwin), June Collyer (June Erwin), Ann E. Todd (Joyce Erwin)

## On the Trail
- Diretto da:
- Scritto da:

### Trama
- Interpreti: Stuart Erwin (Stu Erwin), June Collyer (June Erwin), Ann E. Todd (Joyce Erwin)